# Akito Okamoto
Akito Okamoto (japanisch 岡本 玲仁 Okamoto Akito; * 28. April 1998) ist ein japanischer Fußballspieler.

## Karriere
Akito Okamoto erlernte das Fußballspielen in der Universitätsmannschaft der Ritsumeikan-Universität. Seinen ersten Vertrag unterschrieb er am 6. Oktober 2022 in Hongkong beim Zweitligisten Citizen AA. Für den Verein bestritt er 26 Zweitligaspiele. Hierbei erzielte er zehn Tore. Mitte August 2023 wechselte er zum Erstligisten Hong Kong Rangers FC. Sein Erstligadebüt gab Akito Okamoto am 27. August 2023 (2. Spieltag) im Heimspiel gegen den Sham Shui Po SA. Bei dem 9:0-Erfolg stand er in der Startelf und wurde in der 75. Minute gegen Ching-Yu Sergio Chiu ausgewechselt. In der 53. Minute erzielte er mit einem Rechtsschuss seinen ersten Treffer in der ersten Liga.